# Рахунок людський
Рахунок людський (рос. Счёт человеческий) — радянський художній фільм 1977 року, знятий на кіностудії «Мосфільм».

## Сюжет
Зооінспектор Чаплигін, заклопотаний загибеллю моржів через паніку, викликану польотами літаків, знищує єдиний навігаційний знак і польоти припиняються. Не зрозумівши один одного на місці, льотчик і зооінспектор їдуть в Москву — і будуть вирішувати свою суперечку в Державному арбітражі.

## У ролях
- Леонід Куравльов — Чаплигін, зооінспектор
- Геннадій Корольков — Шахов
- Борис Іванов — Сєнокосов
- Віктор Філіппов — епізод
- Михайло Глузський — Шафір
- Гурген Тонунц — Симонян
- Юрій Гусєв — епізод
- Микола Граббе — Количев
- Олег Голубицький — епізод
- Віктор Шульгін — епізод
- Євген Гуров — епізод
- Станіслав Міхін — епізод
- Олексій Алексєєв — заступник міністра
- Ян Янакієв — Буренін
- Віктор Павлов — Глєбов, лікар
- Володимир Костін — епізод
- Марія Кремньова — епізод
- Катерина Петренко — епізод
- Василь Циганков — епізод
- Георгій Шаповалов — епізод

## Знімальна група
- Режисер — Олександр Свєтлов
- Сценарист — Юлій Ніколін
- Оператор — Віктор Шейнін
- Композитор — Альфред Шнітке
- Художник — Олександр Кузнецов